# Mangaia
Mangaia, einst AʻUaʻU genannt, was so viel wie „terrassenförmig“ bedeutet, ist die südlichste und mit einer Fläche von 51,8 km² die zweitgrößte der südpazifischen Cookinseln. Die Insel liegt etwa 200 km südöstlich von Rarotonga, der Hauptinsel der Inselgruppe.

## Geographie
Mangaia ist, wie auch Atiu und Mitiaro, ein gehobenes Atoll vulkanischen Ursprungs und gilt als eine der ältesten Inseln im Pazifik. Geologische Untersuchungen datieren das Alter der Insel, die aus einem 4750 m vom Meeresgrund aufsteigenden erloschenen Vulkan besteht, auf etwa 18 Millionen Jahre. Die Insel selbst ragt an ihrer höchsten Stelle, dem Vulkankegel Rangimotia, 169 m über die Wasseroberfläche hinaus und ist von einem bis zu 60 m hohen, ringförmigen Korallenriff umschlossen.
Auf der Insel leben 471 Einwohner (Stand 2021). Wie die meisten der abgelegenen Cookinseln leidet Mangaia unter einem durch Abwanderung bedingten starken Bevölkerungsschwund. In der Mitte des vorigen Jahrhunderts lebten bis zu 2000 Menschen auf der Insel, zur Volkszählung 1996 hatte Mangaia noch 1108 Bewohner.

## Geschichte
Die Insel wurde am 29. März 1777 von dem englischen Seefahrer James Cook entdeckt, nach welchem der gesamte Archipel benannt ist. Da Cook von der einheimischen Bevölkerung Mangaias nicht freundlich empfangen wurde, geriet sie für Jahre in Vergessenheit.
Im Juni 1823 wurde Mangaia von dem englischen Missionar John Williams, bei der Suche nach der Insel Rarotonga, zufällig wiederentdeckt, welchen die Insulaner – im Gegensatz zu Cook – diesmal freundlich aufnahmen.
Die Insel wurde mit den anderen Cookinseln 1888 von England „unter Schutz gestellt“ (Protektorat) und 1900 annektiert. Heute stehen die Inseln als Teil der Cookinseln in einer freien Assoziierung mit Neuseeland.

## Gliederung
Mangaia wird in sechs Distrikte (puna) untergliedert, und diese weiter in 38 Subdistrikte (tapere).
In der Verfassung der Cook Islands jedoch werden die sechs Distrikte als tapere bezeichnet. Diese sind in der nachstehenden Übersicht in der Reihenfolge des Uhrzeigersinns wiedergegeben, beginnend im Nordwesten der Insel:
| Tava'enga District                                               | Karanga District                                              | Ivirua District                                                                         | Tamarua District | Veitatei District                                                                  | Kei'a District                                                               |
| ---------------------------------------------------------------- | ------------------------------------------------------------- | --------------------------------------------------------------------------------------- | --- | ---------------------------------------------------------------------------------- | ---------------------------------------------------------------------------- |
| - Ta'iti - Te-rupe - Maro - Au-ruia - Te-mati-o-Pa'eru - Te-pueu | - Teia-roa - Teia-poto - Teia-pini - Kaau-i-miri - Kaau-i-uta | - Avarari - Te-i'i-maru - Te-uturei - Te-ara-nui-o-Toi - Te-korokoro - Te-pauru-o-Rongo | - Maru-kore - Poutoa-i-uta - Poutoa-i-miri - Akaea - Te-vai-kao - Angauru - Vaitangi (Pukuotoi) - Te-vai-taeta-i-uta - Te-vai-taeta-i-tai | - Te-noki - Te-tuaroa (Te-tukono) - Te-tuapoto - Te-tarapiki - Kaikatu - Angarinoi | - Akaoro - Tapuata - Tongamarama - Te-inati - Rupetau-i-miri - Rupetau-i-uta |

Hauptort der Insel ist Oneroa im Distrikt Kei'a. Oneroa besteht eigentlich aus drei zusammenhängenden Dörfern: Tavaʻenga, Kaumata und Temakatea. Neben den drei Dörfern, die den Hauptort Oneroa bilden, gibt es noch drei weitere Dörfer auf Mangaia: Tamarua im Süden, sowie Ivirua und Karanga im Nordosten.

## Sonstiges
Auf Mangaia, das vor allem wegen seiner Höhlen ein beliebtes Urlaubsziel ist, gibt es einige kleinere Hotels. Die Insel ist über den Flugplatz Mangaia im Norden mit Air Rarotonga von der Hauptinsel aus erreichbar.